# Wells Fargo Center
Wells Fargo Center (prije poznata i kao CoreStates Center, First Union Center i Wachovia Center) je dvorana koja se nalazi u Philadelphiji, SAD.
Dom je hokejaškom timu Philadelphia Flyers i košarkaškom timu Philadelphia 76ers. Izgradnja ove dvorane počela je 14. rujna 1994. godine, a otvorena je 31. kolovoza 1996. godine. Ima kapacitet 21.600 sjedećih mjesta za košarkašku utakmicu, te 19.519 mjesta za hokejašku utakmicu. 

## Značajni događaji
- 1996. – 3 utakmice svjetskog hokejaškog kupa
- 1997. - Finale Stanleyjev kupa
- 1999. - AHL All-Star Classic
- 1999. - WrestleMania XV
- 2001. - NBA finale
- 2002. - NBA ALL-Star utakmica